# Jonathan Biabiany
Jonathan Ludovic Biabiany, född 28 april 1988 i Paris, är en fransk fotbollsspelare (anfallare) som spelar för spanska Antequera.

## Karriär
Sommaren 2014 var han nära att genomföra en flytt till AC Milan men det slutade med att han fick stanna kvar och spela för Parma. Under sommarens övergångsfönster 2015 blev det istället klart att han flyttade till rivalen, Inter.
Den 13 augusti 2020 värvades Biabiany av spanska San Fernando, där han skrev på ett tvåårskontrakt. Den 2 juni 2022 förlängde Biabiany sitt kontrakt med två år. Den 30 juli 2024 värvades han av spanska Antequera.